# Lennart Moberg (friidrottare)
Lennart Moberg (1918-1991) var en svensk friidrottare (tresteg). Han var 6:a vid EM 1950 och vann SM-guld åren 1948 till 1951. Han tävlade för SoIK Hellas och IFK Södertälje.